# Arvid Göttlicher
Arvid Göttlicher (* 24. November 1939 in Bartenstein, Ostpreußen; † 16. April 2022) war ein deutscher Lehrer und Historiker der antiken Seefahrt.
Göttlicher war von 1967 bis 2002 im Schuldienst tätig.  Sein Forschungsgebiet war die Geschichte der antiken Seefahrt.

## Veröffentlichungen (Auswahl)
- Materialien für ein Corpus der Schiffsmodelle im Altertum. von Zabern, Mainz 1978, ISBN 3-8053-0249-5.
- Nautische Attribute römischer Gottheiten. In Verbindung mit „Materialien für ein Corpus der Schiffsmodelle im Altertum“. Als Manuskript gedruckt. A. Göttlicher, Bremervörde 1981 (zugleich: Bremen, Universität, Dissertation, 1981).
- Die Schiffe der Antike. Eine Einführung in die Archäologie der Wasserfahrzeuge. Gebr. Mann, Berlin 1985, ISBN 3-7861-1419-6.
- Kultschiffe und Schiffskulte im Altertum. Gebr. Mann, Berlin 1992, ISBN 3-7861-1679-2.
- Die Schiffe im Alten Testament. Gebr. Mann, Berlin 1997, ISBN 3-7861-1958-9.
- Die Schiffe im Neuen Testament. Gebr. Mann, Berlin 1999, ISBN 3-7861-2305-5.
- Seefahrt in der Antike. Das Schiffswesen bei Herodot. Wissenschaftliche Buchgesellschaft, Darmstadt 2006, ISBN 3-534-18325-8.
- Fähren, Frachter, Fischerboote. Antike Kleinschiffe in Wort und Bild (= BAR. International Series. 1922). Archaeopress, Oxford 2009, ISBN 978-1-4073-0404-5.
- Ausonius’ Mosella und das antike Seewesen. Computus, Gutenberg 2013, ISBN 978-3-940598-16-5.